# Paragarista
Paragarista là một chi bướm đêm thuộc họ Noctuidae.